# Paul Hermelin
Paul Hermelin (* 30. April 1952 in Etterbeek, Belgien) ist ein französischer Manager mit belgischen Wurzeln. Er war von 2012 bis 2020 Vorstandsvorsitzender von Capgemini und ist Vorsitzender des Verwaltungsrats (seit 2020).

## Ausbildung
Paul Hermelin wuchs in Avignon im Arbeiterviertel Monclar auf und hat belgische Wurzeln.
Er absolvierte die Vorbereitungsklassen am Lycée Saint-Louis und trat in die École polytechnique (Abschluss 1972) ein. Danach absolvierte er die ENA (Abschluss 1978).

## Karriere
Paul Hermelin begann seine Karriere im Wirtschaftsministerium für Wirtschaft und Finanzen im Kabinett von Jacques Delors. Anschließend arbeitete er von 1988 bis 1991 im Forschungsministerium unter Hubert Curien im Ministerium für Forschung und Technologie. Von 1991 bis 1993 war er Stabschef im Industrie- und Außenhandelsministerium von Dominique Strauss-Kahn, als dieser 1991 zum Minister für Industrie und Außenhandel ernannt wurde.
Im Mai 1993 wechselte er zum französischen Unternehmen Capgemini und rückte als neuernannter Chef des Frankreich-Geschäfts im Mai 1996 in dessen Direktorium auf. Nach der von ihm angeregten Fusion mit Ernst & Young wurde er im Mai 2000 stellvertretender Vorstandschef der Gruppe. Im Januar 2002 wurde er Generaldirektor von Capgemini und im Mai 2012 Präsident und Generaldirektor des Konzerns. Am 20. Mai 2020 übergab Paul Hermelin seine Position als Generaldirektor an Aiman Ezzat. Durch eine neu eingeführte Führungsstruktur, die die Funktionen des Verwaltungsrats und des Generaldirektors voneinander trennte, behielt er den Vorsitz des Verwaltungsrats in der Rolle des Präsidenten.

## Weitere Mandate
Von 1989 bis 2001 und erneut seit März 2008 war er außerdem Gemeinderat in Avignon.
Im Januar 2013 wurde er vom französischen Außenminister Laurent Fabius zum "Sonderbeauftragten Frankreichs für die Wirtschaftsbeziehungen mit Indien" ernannt. Im Jahr 2014 machten Mitarbeiter mit indischer Staatsangehörigkeit ein Drittel der Belegschaft der Capgemini-Gruppe aus, das heißt fast 47.000 Personen.

## Vergütung
Paul Hermelin erhielt im Jahr 2015 4.831.809 €, was einer Gehaltserhöhung von 18 % entsprach. Die Zeitschrift Marianne berichtet, dass zum Vergleich die Gehaltserhöhungen für die 22.000 französischen Beschäftigten von 900.000 € im Jahr 2014 auf 806.000 € im Jahr 2015 gesunken ist. Seine Jahresvergütung im Jahr 2016 betrug 4,74 Mio. €, davon 2,53 Mio. € fix und 2,21 Mio. € als "Leistungsaktien".